# Taeniaptera tarsata
Taeniaptera tarsata är en tvåvingeart som beskrevs av Christian Rudolph Wilhelm Wiedemann 1830. Taeniaptera tarsata ingår i släktet Taeniaptera och familjen skridflugor. Inga underarter finns listade i Catalogue of Life.